# リジニャーゴ
リジニャーゴ（伊: Lisignago）は、イタリア共和国トレンティーノ＝アルト・アディジェ州トレント自治県チェンブラ・リジニャーゴにある分離集落（フラツィオーネ）。
かつては独立の自治体（コムーネ）であったが、2016年1月1日に近隣のチェンブラと合併し、新自治体の一部となった。

## 地理

### 位置・広がり
トレント自治県北部に位置するコムーネ。県都トレントから北北東へ11kmの距離にある。

#### 隣接コムーネ
コムーネとしてのリジニャーゴは、以下のコムーネと隣接していた。
- ジョーヴォ
- チェンブラ
- アルビアーノ

## 行政

### Comunita di valle
トレント自治県が設置した広域行政組織 Comunita di valle 「ヴァッレ・ディ・チェンブラ」 (it:Comunita della Valle di Cembra)  （事務所所在地: ファヴェル）に属する。